# Maasdorf (Saksen-Anhalt)
Maasdorf is een plaats en voormalige gemeente in de Duitse deelstaat Saksen-Anhalt, en maakt deel uit van de Landkreis Anhalt-Bitterfeld.
Maasdorf telt 398 inwoners.